# Skidskytte vid olympiska vinterspelen 2014
Skidskytte vid olympiska vinterspelen 2014 hölls på skidanläggningen Laura längdåknings- och skidskyttekomplex i närheten av Krasnaja Poljana, Ryssland. Tävlingarna pågick mellan den 8 och 22 februari 2014. Anläggningen låg cirka 60 km från OS-staden Sotji.
Totalt genomfördes 11 grenar i skidskytte. För första gången genomfördes en mixstafett i OS-sammanhang.

## Program
- 8 februari 2014 – Herrarnas sprint
- 9 februari 2014 – Damernas sprint
- 10 februari 2014 – Herrarnas jaktstart
- 11 februari 2014 – Damernas jaktstart
- 13 februari 2014 – Herrarnas distans
- 14 februari 2014 – Damernas distans
- 17 februari 2014 – Damernas masstart
- 18 februari 2014 – Herrarnas masstart (1)
- 19 februari 2014 – Mixstafett
- 21 februari 2014 – Damernas stafett
- 22 februari 2014 – Herrarnas stafett

(1) = Uppskjutet från den 16 februari på grund av dimma

## Medaljsammanfattning
Damer
| Gren                          | Guld                                                                 | Guld                                                                 | Silver                                                                   | Silver                                                                   | Brons                                                                        | Brons                                                                        |
| ----------------------------- | -------------------------------------------------------------------- | -------------------------------------------------------------------- | ------------------------------------------------------------------------ | ------------------------------------------------------------------------ | ---------------------------------------------------------------------------- | ---------------------------------------------------------------------------- |
| Sprint, 7,5 km Detaljer...    | Anastasija Kuzmina Slovakien                                         | Anastasija Kuzmina Slovakien                                         | Olga Viluchina Ryssland                                                  | Olga Viluchina Ryssland                                                  | Vita Semerenko Ukraina                                                       | Vita Semerenko Ukraina                                                       |
| Jaktstart, 10 km Detaljer...  | Darja Domratjeva Belarus                                             | Darja Domratjeva Belarus                                             | Tora Berger Norge                                                        | Tora Berger Norge                                                        | Teja Gregorin Slovenien                                                      | Teja Gregorin Slovenien                                                      |
| Masstart, 12,5 km Detaljer... | Darja Domratjeva Belarus                                             | Darja Domratjeva Belarus                                             | Gabriela Soukalová Tjeckien                                              | Gabriela Soukalová Tjeckien                                              | Tiril Eckhoff Norge                                                          | Tiril Eckhoff Norge                                                          |
| Distans, 15 km Detaljer...    | Darja Domratjeva Belarus                                             | Darja Domratjeva Belarus                                             | Selina Gasparin Schweiz                                                  | Selina Gasparin Schweiz                                                  | Nadzeja Skardzina Belarus                                                    | Nadzeja Skardzina Belarus                                                    |
| Stafett, 4 × 5 km Detaljer... | Ukraina Vita Semerenko Julija Dzjyma Valj Semerenko Olena Pidhrusjna | Ukraina Vita Semerenko Julija Dzjyma Valj Semerenko Olena Pidhrusjna | Ryssland Jana Romanova Olga Zajtseva Jekaterina Sjumilova Olga Viluchina | Ryssland Jana Romanova Olga Zajtseva Jekaterina Sjumilova Olga Viluchina | Norge Fanny Welle-Strand Horn Tiril Eckhoff Ann Kristin Flatland Tora Berger | Norge Fanny Welle-Strand Horn Tiril Eckhoff Ann Kristin Flatland Tora Berger |

Herrar
| Gren                            | Guld                                                                      | Guld                                                                      | Silver                                                      | Silver                                                      | Brons                                                                        | Brons                                                                        |
| ------------------------------- | ------------------------------------------------------------------------- | ------------------------------------------------------------------------- | ----------------------------------------------------------- | ----------------------------------------------------------- | ---------------------------------------------------------------------------- | ---------------------------------------------------------------------------- |
| Sprint, 10 km Detaljer...       | Ole Einar Bjørndalen Norge                                                | Ole Einar Bjørndalen Norge                                                | Dominik Landertinger Österrike                              | Dominik Landertinger Österrike                              | Jaroslav Soukup Tjeckien                                                     | Jaroslav Soukup Tjeckien                                                     |
| Jaktstart, 12,5 km Detaljer...  | Martin Fourcade Frankrike                                                 | Martin Fourcade Frankrike                                                 | Ondřej Moravec Tjeckien                                     | Ondřej Moravec Tjeckien                                     | Jean-Guillaume Béatrix Frankrike                                             | Jean-Guillaume Béatrix Frankrike                                             |
| Masstart, 15 km Detaljer...     | Emil Hegle Svendsen Norge                                                 | Emil Hegle Svendsen Norge                                                 | Martin Fourcade Frankrike                                   | Martin Fourcade Frankrike                                   | Ondrej Moravec Tjeckien                                                      | Ondrej Moravec Tjeckien                                                      |
| Distans, 20 km Detaljer...      | Martin Fourcade Frankrike                                                 | Martin Fourcade Frankrike                                                 | Erik Lesser Tyskland                                        | Erik Lesser Tyskland                                        | Jevgenij Garanitjev Ryssland                                                 | Jevgenij Garanitjev Ryssland                                                 |
| Stafett, 4 × 7,5 km Detaljer... | Ryssland Aleksej Volkov Jevgenij Ustjugov Dmitrij Malysjko Anton Sjipulin | Ryssland Aleksej Volkov Jevgenij Ustjugov Dmitrij Malysjko Anton Sjipulin | Tyskland Erik Lesser Daniel Böhm Arnd Peiffer Simon Schempp | Tyskland Erik Lesser Daniel Böhm Arnd Peiffer Simon Schempp | Österrike Christoph Sumann Daniel Mesotitsch Simon Eder Dominik Landertinger | Österrike Christoph Sumann Daniel Mesotitsch Simon Eder Dominik Landertinger |

Mixat
| Gren                                          | Guld                                                                     | Guld                                                                     | Silver                                                                      | Silver                                                                      | Brons                                                                | Brons                                                                |
| --------------------------------------------- | ------------------------------------------------------------------------ | ------------------------------------------------------------------------ | --------------------------------------------------------------------------- | --------------------------------------------------------------------------- | -------------------------------------------------------------------- | -------------------------------------------------------------------- |
| Mixstafett, 2 × 6 km + 2 × 7,5 km Detaljer... | Norge Tora Berger Tiril Eckhoff Ole Einar Bjørndalen Emil Hegle Svendsen | Norge Tora Berger Tiril Eckhoff Ole Einar Bjørndalen Emil Hegle Svendsen | Tjeckien Veronika Vítková Gabriela Soukalová Jaroslav Soukup Ondřej Moravec | Tjeckien Veronika Vítková Gabriela Soukalová Jaroslav Soukup Ondřej Moravec | Italien Dorothea Wierer Karin Oberhofer Dominik Windisch Lukas Hofer | Italien Dorothea Wierer Karin Oberhofer Dominik Windisch Lukas Hofer |

### Medaljtabell
- Slutställning

     Värdnation
| Pl. | Nation    | Guld | Silver | Brons | Totalt |
| --- | --------- | ---- | ------ | ----- | ------ |
| 1   | Norge     | 3    | 1      | 2     | 6      |
| 2   | Belarus   | 3    | 0      | 1     | 4      |
| 3   | Frankrike | 2    | 1      | 1     | 4      |
| 4   | Ryssland  | 1    | 2      | 1     | 4      |
| 5   | Ukraina   | 1    | 0      | 1     | 2      |
| 6   | Slovakien | 1    | 0      | 0     | 1      |
| 7   | Tjeckien  | 0    | 3      | 2     | 5      |
| 8   | Tyskland  | 0    | 2      | 0     | 2      |
| 9   | Österrike | 0    | 1      | 1     | 2      |
| 10  | Schweiz   | 0    | 1      | 0     | 1      |
| 11  | Italien   | 0    | 0      | 1     | 1      |
| 11  | Slovenien | 0    | 0      | 1     | 1      |
|     | Total     | 11   | 11     | 11    | 33     |

## Regerande olympiska mästare frånOS 2010
| Gren       | Kön    | Namn                                                                      | Land      |
| ---------- | ------ | ------------------------------------------------------------------------- | --------- |
| Sprint     | Herrar | Vincent Jay                                                               | Frankrike |
| Sprint     | Damer  | Anastasia Kuzmina                                                         | Slovakien |
| Jaktstart  | Herrar | Björn Ferry                                                               | Sverige   |
| Jaktstart  | Damer  | Magdalena Neuner                                                          | Tyskland  |
| Masstart   | Herrar | Jevgenij Ustjugov                                                         | Ryssland  |
| Masstart   | Damer  | Magdalena Neuner                                                          | Tyskland  |
| Distans    | Herrar | Emil Hegle Svendsen                                                       | Norge     |
| Distans    | Damer  | Tora Berger                                                               | Norge     |
| Stafett    | Herrar | Halvard Hanevold, Tarjei Bø, Emil Hegle Svendsen, Ole Einar Bjørndalen    | Norge     |
| Stafett    | Damer  | Svetlana Sleptsova, Anna Bogali-Titovets, Olga Medvedtseva, Olga Zajtseva | Ryssland  |
| Mixstafett | Mixat  | Ny gren                                                                   | Ny gren   |